# Rijkî (Ozereanka), Jîtomîr
Rijkî (în ucraineană Ріжки) este un sat în comuna Ozereanka din raionul Jîtomîr, regiunea Jîtomîr, Ucraina.

## Demografie
Componența lingvistică a localității Rijkî
     Ucraineană (99,39%)
     Alte limbi (0,61%)
Conform recensământului din 2001, majoritatea populației localității Rijkî era vorbitoare de ucraineană (99,39%), existând în minoritate și vorbitori de alte limbi.